# Antonín Bartoněk
Antonín Bartoněk (29. října 1926 Brno – 30. května 2016 Brno) byl český klasický filolog. Zabýval se historickou mluvnicí latiny a řečtiny, mykénologií (zvláště lineárním písmem B) a starořeckými dialekty.

## Život
Vystudoval latinu a klasickou řečtinu na Filozofické fakultě MU v Brně, kde od roku 1952 působil jako vyučující. Od roku 1990 taktéž působil na obnovené Katedře klasické filologie na Filozofické fakultě Univerzity Palackého v Olomouci.
Jako hostující profesor přednášel ve Vídni, Heidelbergu, Štýrském Hradci, Amsterdamu a Cambridgi. Zúčastnil se mnoha akademických stáží na několika dalších evropských univerzitách (Athény, Benátky, Neapol, Heidelberg, Řezno atd.). Byl členem mezinárodní společnosti mykénologů CIPEM sídlící v Paříži a české komise UNESCO.